# Metriochroa tylophorae
Metriochroa tylophorae är en fjärilsart som beskrevs av Lajos Vári 1961. Metriochroa tylophorae ingår i släktet Metriochroa och familjen styltmalar. Inga underarter finns listade i Catalogue of Life.